# Partito Democratico "Saimnieks"
Il Partito Democratico "Saimnieks" (in lettone: Demokrātiskā Partija Saimnieks - DPS) è stato un partito politico attivo in Lettonia dal 1995 al 2005. Esso si è affermato dalla confluenza tra:
- il Partito Democratico di Lettonia (Latvijas Demokrātiskā Partija - LDP), prosecutore del Partito del Centro Democratico (Demokrātiskā Centra Partija - DCP);
- il movimento "Saimnieks".

Fondato nel 1992, il DCP aveva ottenuto alle elezioni parlamentari del 1993 il 4,8% dei voti e cinque seggi.
In occasione delle elezioni parlamentari del 1995, il Partito Democratico "Saimnieks" ottenne un ottimo risultato, risultando il primo partito del Paese con 15,2% dei voti. Tuttavia, alle successive elezioni parlamentari del 1998, perse la propria rappresentanza parlamentare ed scomparve così dalla scena politica.
| Controllo di autorità | VIAF (EN) 305084263 |